# Луций Септимий Север (конник)
Луций Септимий Север (на латински: Lucius Septimius Severus; * 70; † 110) е римлянин от Северна Африка, дядо на римския император Септимий Север и прадядо на императорите Каракала и Публий Септимий Гета.
Произлиза от римската плебейска фамилия Септимии от Лептис Магна (югоизточно от Картаген (днешна Либия) в Северна Африка. Фамилията му говори на либийско-пунски език. Син е на Марк Септимий Апер и Октавия. Приятел е с поета Стаций.
Луций Септимий Север се жени за Витория (* 85 г.), дъщеря на Марк Виторий Марцел (суфектконсул през 105 г.) и съпругата му Хозидия Гета, дъщеря на Гней Хозидий Гета (суфектконсул 47 г.). Двамата имат син Публий Септимий Гета (баща на Септимий Север) и дъщеря Септимия Пола (* 110 г.).
Луций Септимий Север е дядо на Публий Септимий Гета (суфектконсул 191, консул 203 г.), на Септимия Октавила и на бъдещия римски император Септимий Север (упр. 146 – 211). Прадядо е на императорите Каракала и Публий Септимий Гета.